# Skłamałam (film)
Skłamałam – polski film fabularny z 1937 roku.

## O filmie
W głównej roli wystąpiła Jadwiga Smosarska, największa gwiazda polskiego kina w okresie dwudziestolecia międzywojennego. Bardzo popularny przedwojenny aktor Eugeniusz Bodo wystąpił w roli czarnego charakteru.
Plenery: Łódź (m.in. stacja Łódź Kaliska), Warszawa (Zoo).

## Obsada
- Jadwiga Smosarska – Hela Urbankówna-Burska
- Eugeniusz Bodo – Karol Borowicz
- Pelagia Relewicz-Ziembińska – hrabina Wernicka, właścicielka „salonu”
- Tadeusz Wesołowski – Stanisław Burski
- Stefan Hnydziński – Jan, przyjaciel Burskiego
- Zofia Tatarkiewicz-Woskowska(inne języki) – Maria, żona Jana
- Wanda Jarszewska – ciocia Fela
- Michał Znicz – dyrektor Józef Galewicz
- Zygmunt Chmielewski – prezes
- Jerzy Szwajcer – Jotes
- Roman Dereń – klient w „salonie” hrabiny
- Leon Łuszczewski – pracownik drukarni
- Paweł Owerłło – prezes sądu
- Maria Chmurkowska – mecenasowa, chlebodawczyni Heleny

## Fabuła
Hela Urbankówna, uboga dziewczyna z prowincji, przybywa do Łodzi w poszukiwaniu pracy. W biurze pośrednictwa pracy otrzymuje ofertę opieki nad dzieckiem mecenasowej. Zaraz po tym zawiera z nią znajomość Karol Borowicz, który okazuje się jednak draniem. Uwodzi ją tylko po to, by wciągnąć ją do znajomego domu schadzek i stręczyć zamożnym mężczyznom. Gdy Hela poznaje się na Karolu, ucieka pociągiem do Warszawy. W pociągu poznaje młode małżeństwo, które postanawia jej pomóc w znalezieniu posady. Hela zostaje zatrudniona jako korektorka w redakcji, w której poznaje młodego dziennikarza, Stanisława Burskiego - człowieka szczerego i uczciwego. Dziewczyna zaczyna nowe życie, bierze ślub ze Stanisławem i rodzi mu dziecko. Nagle w jej domu zjawia się Karol Borowicz i zaczyna ją szantażować, żądając pieniędzy w zamian za milczenie o jej przeszłości. Podstępnie próbuje ponownie wciągnąć Helę do prostytuowania się w domu schadzek. Borowicz obiecuje Heli, że uwolni się od niego, jeśli da mu 3000 zł na wyjazd na zawsze do Ameryki. Ponieważ Hela nie ma takich pieniędzy właścicielka domu schadzek oferuje jej pożyczkę, mając zamiar wykorzystywać w zamian Helę. Okazuje się, że Borowicz po otrzymaniu pieniędzy nie wyjechał, lecz nadal ma zamiar szantażować nieszczęsną Helę. Doprowadzona do skrajnej rozpaczy kobieta strzela do Borowicza. Udaje mu się przeżyć, a Hela staje przed sądem. Opuszczona przez męża, z dala od ukochanego dziecka - Hela uporczywie milczy, nie chcąc nic mówić o hańbiącej przeszłości. Szczęśliwie pod koniec procesu w sali sądowej zjawia się Borowicz, który w poczuciu wyrządzonej krzywdy i poruszony wyrzutami sumienia, wyjawia całą prawdę. Hela otrzymuje wyrok dwóch lat pozbawienia wolności z warunkowym zawieszeniem wykonania kary i wraca do rodziny.